# Nivel Máximo de Contaminantes
El Nivel Máximo de Contaminante (NMC), o Niveles Máximos de Contaminantes, son estándares fijados por la Agencia de Protección Medioambiental de los Estados Unidos (USEPA) para la calidad del agua potable. El NMC es el límite legal en la cantidad de una sustancia que está permitida en los sistemas públicos de agua bajo la Ley de Agua Potable Segura (Safe Drinking Water Act - SDWA). El límite es normalmente expresado como una concentración en miligramos o microgramos por litro de agua.

## Desarrollo federal de NMC

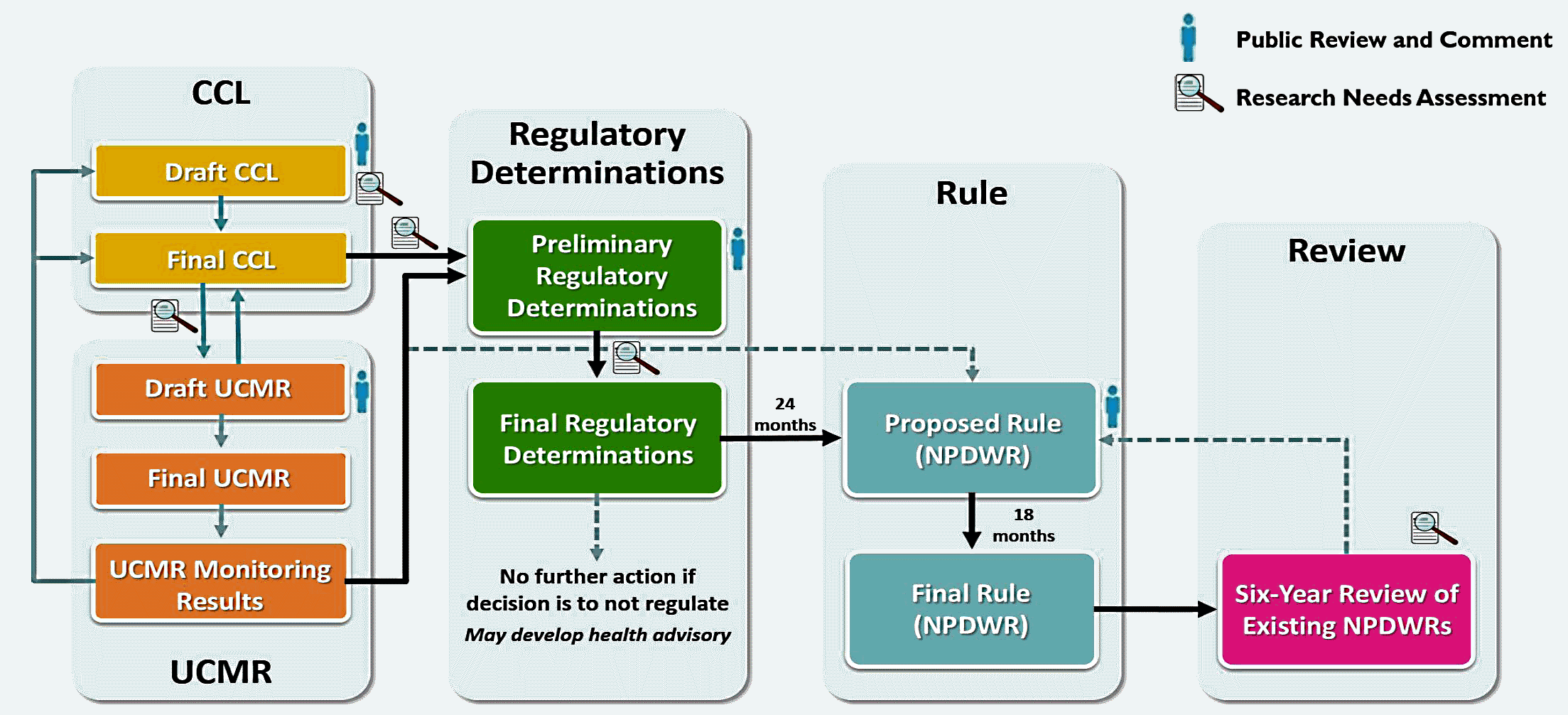
Gráfico de Procesos de Análisis Regulatorios bajo el Safe Drinking Water Act

Para fijar un NMC para un contaminante, USEPA primero determina cuánto del contaminante puede estar presente sin ocasionar efectos en la salud adversos. Este nivel es llamado Meta para el Nivel Máximo de Contaminante - MNMC (Maximum Contaminant Level Goal - MCLG). Las MNMC son metas que no son exigibles en la salud pública. El NMC legalmente aplicado es entonces fijado lo más cerca posible de la MNMC. El NMC para un contaminante puede ser más alto que la MNMC debido a dificultades en las mediciones de cantidades pequeñas de un contaminante, una falta de tecnologías de tratamiento disponibles, o si USEPA determina que los costos del tratamiento  podrían superar los beneficios en la salud pública de un NMC más bajo. En el último caso, a USEPA se le permite escoger un NMC que equilibre los costos de tratamiento con los beneficios de salud pública. Los NMC requieren controles, remediaciones, y avisos públicos cuando los estándares son superados. A partir del 2019, USEPA ha emitido 88 estándares (78 NMC y 10 Técnicas de Tratamiento) para microorganismos, sustancias químicas y radionucleidos.
Para algunos contaminantes, USEPA establece Técnicas de Tratamiento (TT) en lugar de un NMC. Las Técnicas de Tratamiento son procedimientos exigibles que los sistemas de agua potable deben seguir en el tratamiento del agua en busca de un contaminante.
Los NMC y las TT son conocidas conjuntamente como "Regulaciones Nacionales Primarias de Agua Potable" (National Primary Drinking Water Regulations" NPDWR), o estándares primarios.
Algunos contaminantes pueden causar problemas estéticos en el agua potable, tales como la presencia de gustos u olores desagradables, o problemas cosméticos como la decoloración dental.  Ya que estos contaminantes no causan problemas de salud, no hay límites legalmente exigibles por su presencia en agua potable. Aun así, USEPA recomienda niveles máximos de estos contaminantes en agua potable. Estas recomendaciones son llamadas "Regulaciones Nacionales Secundarias de Agua Potable" (National Secondary Drinking Water Regulations - NSDWR) o estándares secundarios.

## NMC emitido por estados
Algunas leyes y regulaciones estatales utilizan el término "nivel máximo de contaminante" (maximum contaminant level) para referirse a los NMC promulgados dentro de un estado en conformidad con SDWA (Safe Drinking Water Act) federal o con la ley estatal; por ejemplo, la Ley de Agua Potable Segura de New Jersey (New Jersey Safe Drinking Water Act). En algunos casos, un estado puede emitir un NMC para un contaminante que no ha sido regulado por USEPA bajo la ley federal. Por ejemplo, en 2018 New Jersey promulgó un NMC para ácido perfluorononanoico (PFNA).